# Anders Sigrell
Anders Sigrell, född 14 januari 1961, är professor i retorik vid Lunds universitet. 
Han är den förste som innehar en professur i retorik vid Lunds universitet på över tvåhundra år. Sigrell disputerade 1999 vid Umeå universitet på avhandlingen Att övertyga mellan raderna. Han deltar i forskningsprojekt rörande retorisk didaktik.